# Winter star
『winter star』（ウィンター・スター）は、古内東子8枚目のアルバム。1999年12月1日にソニー・レコードからリリース（CD：SRCL- 4717）。

## 収録曲
作詞・作曲・ボーカル・コーラスアレンジ：古内東子
編曲:古内東子（1,8）小松秀行（2,4）Herman Jackson（3,5,6,7,10）　前嶋康明・カルロス菅野（9）
ストリングス・アレンジ:金子飛鳥（7）　
1. 45分（album mix）
2. Sun and Moon
3. ピアス
4. ウソだとしても
5. 星の数ほど（album mix）
「返事」のカップリング曲。
6. オンナらしく、オトコらしく
7. 冬の日
8. Red sign
9. 意外と簡単に
10. 返事（album mix）

## 参加ミュージシャン
- Programming:古内東子（1,8）小松秀行（2,4）Herman Jackson（3,5,6,7,10）前嶋康明（9）
- E.Bass:小松秀行（2,4）
- E.Guitar:斎藤誠（1,3,5,6,8,10）
- A.Guitar:斎藤誠（8）古川昌義（9）
- Percussion:浜口茂外也（3,8）カルロス菅野（9）
- A.Piano:中西康晴（1,2,8）Herman Jackson（3,7,10）前嶋康明（9）
- Keybords:中西康晴（1,8）小松秀行（2,4）Herman Jackson（3,5,6,7,10）前嶋康明（9）
- Accordion:佐藤芳明（9）
- Strings:矢野晴子ストリングス（7）
- Vocals:EPO（9）
- Chorus:東京混声合唱団（7）、EPO（9）、鈴木弘明（9）
- Synth-Manipulation:鈴木直樹（1,8）